# Glen Aubrey
Glen Aubrey – jednostka osadnicza w Stanach Zjednoczonych, w stanie Nowy Jork, w hrabstwie Broome.